# Copa América de Ciclismo (vrouwen)
De Copa América de Ciclismo is een voormalige eendaagse wielerwedstrijd voor vrouwen die gehouden werd in São Paulo in Brazilië. De wedstrijd kende ook een editie voor mannen. De wedstrijd vond tussen 2003 en 2013 in totaal negen keer plaats; de edities van 2004 en 2005 werden afgelast. Het palmares bestaat uit enkel Braziliaanse rensters.